# Ray Boyd
Raymond « Ray » Boyd, né le 28 juin 1951, est un athlète australien, spécialiste du saut à la perche. 

## Biographie
Elle est l'époux de Denise Boyd, multiple médaillée aux Jeux du Commonwealth dans les épreuves de sprint, et la mère d'Alana Boyd, également perchiste vainqueur de la compétition en 2010 et 2014.
Ray Boyd remporte la médaille d'or du saut à la perche lors des Jeux du Commonwealth de 1982, à Brisbane, avec la marque de 5,20 m.
Il participe aux Jeux olympiques de 1972 et 1976 sans parvenir à se qualifier pour la finale.

## Palmarès
| Date | Compétition          | Lieu     | Résultat | Épreuve          | Marque |
| ---- | -------------------- | -------- | -------- | ---------------- | ------ |
| 1982 | Jeux du Commonwealth | Brisbane | 1er      | Saut à la perche | 5,20 m |

## Records
| Épreuve          | Marque | Lieu | Date |
| ---------------- | ------ | ---- | ---- |
| Saut à la perche | 5,30 m |      | 1976 |